# Jeancarlo Vargas
Jeancarlo Vargas (Puerto Cortés, Cortés, Honduras; 16 de mayo de 1998) es un futbolista hondureño. Juega como mediocampista y su actual club es el Platense de la Liga Nacional de Honduras.

## Trayectoria

### Platense
Jeancarlo Vargas nació en Puerto Cortés el 16 de mayo de 1998. Su familia materna ha estado muy ligada al fútbol; su tío, Domingo Drummond, es un ídolo en Platense y jugó la Copa Mundial de Fútbol de 1982 con la Selección de Honduras. Mientras que su hermano mayor, Joshua Vargas, también es futbolista profesional. 
En 2013, con 16 años de edad, arribó a las reservas del Platense. Finalmente, debutó con el primer equipo el 30 de julio de 2016 durante el empate de 3 a 3 contra el Marathón, en el Estadio Yankel Rosenthal de San Pedro Sula, en un partido correspondiente a la 1ª fecha del Torneo Apertura. Ese mismo día, al minuto 46 del partido, convirtió su primera anotación. En su primera temporada como profesional apareció en 20 juegos y anotó 3 goles. Su debut en torneos internacionales lo realizó contra el Alianza de El Salvador el 2 de agosto de 2017, en la derrota de local por 1 a 2, en un juego válido por la Liga Concacaf.

## Selección nacional

### Selecciones menores
Sub-15
Formó parte de la Selección de fútbol de Honduras en el Campeonato Sub-15 de la Concacaf de 2013, en donde su equipo se adjudicó el título de campeón.
Sub-17
El 18 de septiembre de 2015 se anunció que había sido convocado para disputar la Copa Mundial de Fútbol Sub-17 de 2015 en Chile.

#### Participaciones en Copas del Mundo
| Mundial                     | Sede  | Resultado    | PJ | Goles |
| --------------------------- | ----- | ------------ | -- | ----- |
| Copa Mundial Sub-17 de 2015 | Chile | Primera fase | 2  | 0     |

## Estadísticas

### Clubes
Actualizado al 25 de enero de 2019.
Último partido citado: Honduras Progreso 1 - 4 Platense.
| Equipo                                 | Div.                | Temporada           | Liga     | Liga  | Copa Nacional | Copa Nacional | Copa Internacional(2) | Copa Internacional(2) | Total    | Total |
| Equipo                                 | Div.                | Temporada           | Partidos | Goles | Partidos      | Goles         | Partidos              | Goles                 | Partidos | Goles |
| Platense Honduras                      | 1.ª                 | 2016-17             | 20       | 3     | 0             | 0             | 0                     | 0                     | 20       | 3     |
| Platense Honduras                      | 1.ª                 | 2017-18             | 14       | 2     | 0             | 0             | 1                     | 0                     | 15       | 2     |
| Platense Honduras                      | 1.ª                 | 2018-19             | 19       | 5     | 0             | 0             | 0                     | 0                     | 19       | 5     |
| Platense Honduras                      | Total               | Total               | 53       | 10    | 0             | 0             | 1                     | 0                     | 54       | 10    |
| Total en su carrera                    | Total en su carrera | Total en su carrera | 53       | 10    | 0             | 0             | 1                     | 0                     | 54       | 10    |
| (2) Incluye datos de la Liga Concacaf. |                     |                     |          |       |               |               |                       |                       |          |       |

## Palmarés

### Campeonatos internacionales
| Título                | Club (*)              | País         | Año  |
| --------------------- | --------------------- | ------------ | ---- |
| Sub-15 de la Concacaf | Selección de Honduras | Islas Caimán | 2013 |